# Flughafen Magdeburg-Cochstedt

i7
i11
i13

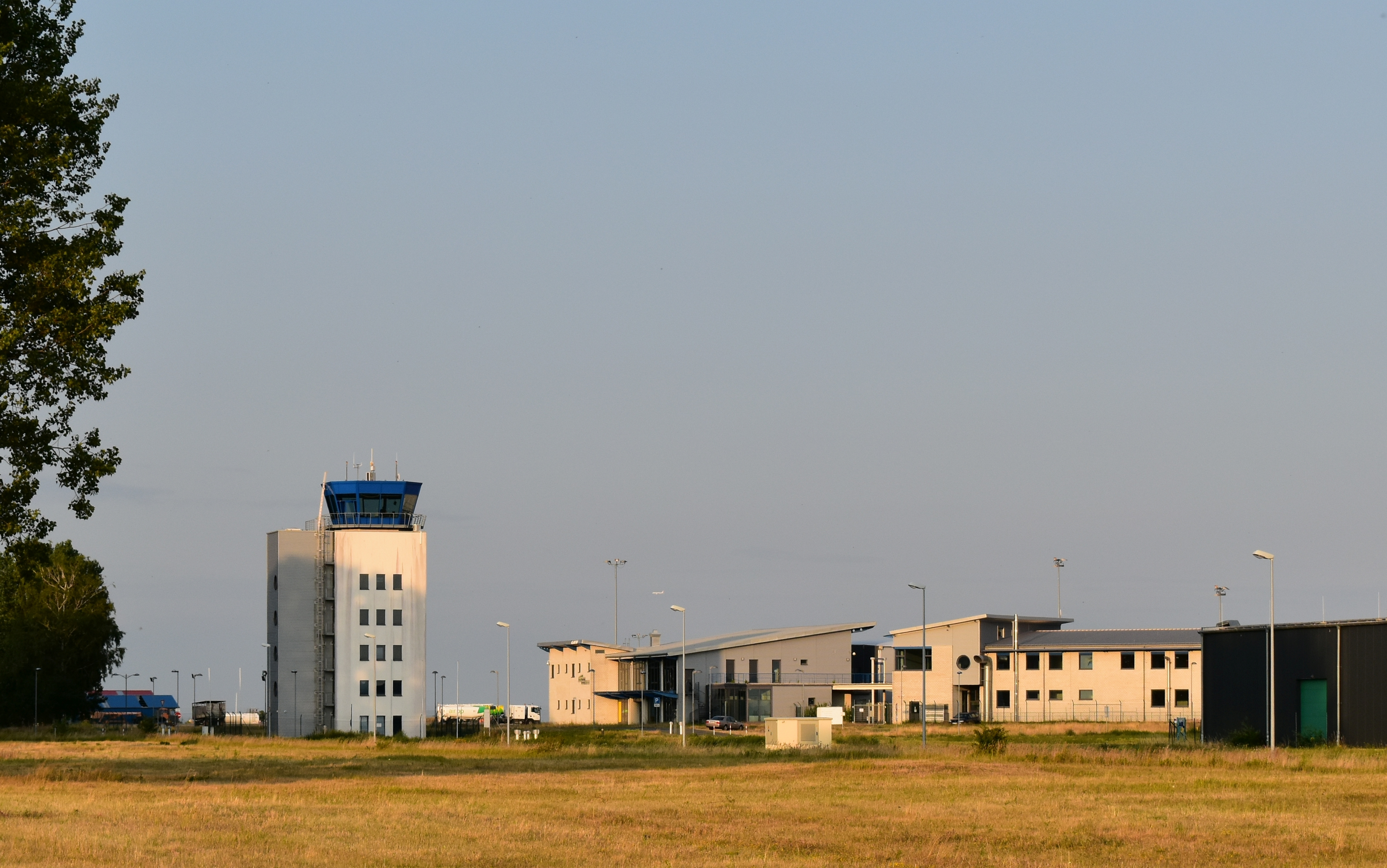
Turm und Verwaltungsgebäude

Der Flughafen Magdeburg-Cochstedt (IATA-Code: CSO, ICAO-Code: EDBC) ist ein Verkehrsflughafen in Sachsen-Anhalt und Sitz des Nationalen Erprobungszentrums für Unbemannte Luftfahrtsysteme des Deutschen Zentrums für Luft- und Raumfahrt. Er liegt rund 35 Kilometer südsüdwestlich von Magdeburg im Salzlandkreis in der Gemarkung der Stadt Hecklingen, südlich des heutigen Stadtteils Cochstedt.

## Geschichte

### Stützpunkt der Sowjetischen Luftstreitkräfte
Der Flughafen Cochstedt stammt aus dem Jahr 1957, als auf dem Areal von der Gruppe der Sowjetischen Streitkräfte in Deutschland ein Stützpunkt ihrer Luftstreitkräfte eingerichtet wurde. Im Jahre 1968 wurde die Start- und Landebahn verlängert und der Flughafen für Logistikbetrieb ausgebaut.

### Umwandlung und Ausbau zum Verkehrsflughafen
Nach der deutschen Wiedervereinigung und dem Abzug der sowjetischen Truppen leitete die Gesellschaft für Wirtschaftsförderung Aschersleben/Staßfurt erste Schritte für den Fortbestand der Anlage als zivil genutzter Flughafen ein. Am 26. Mai 1994 wurde dem Flugplatz eine Betriebsgenehmigung als Verkehrsflughafen mit Kontrollzone Luftraum D und genehmigter Betriebszeit H24 erteilt, das heißt für uneingeschränkten Tag- und Nachtbetrieb. Während des Neubaus der Flugbetriebsflächen und des Kontrollturms vom November 1997 bis Anfang 1999 ruhte der Flugbetrieb.
Im Juni 2000 wurde ein Instrumentenlandesystem und eine entsprechende Anflugbefeuerung installiert sowie Anflüge nach Allwetterflugbetriebsstufe CAT I zugelassen. Im Sommer 2001 wurde eine neue Feuerwache in Betrieb genommen und mit dem Bau eines neuen Abfertigungsgebäudes für die Allgemeine Luftfahrt (GAT) begonnen.
Ab dem 31. Dezember 2001 ruhte der Flughafenbetrieb und die -entwicklung wegen Insolvenz des Flughafenbetreibers. Dadurch konnten der Bau des GAT, einer Sicherheitseinzäunung, der Umfahrungsstraße und der Zufahrtstore nicht beendet werden. Sämtliche geleasten Ausrüstungsgegenstände wie Fahrzeuge und Vorfeldgerät wurden zurückgegeben.
In den Jahren 2005 bis 2008 wurden auf dem Flughafen Cochstedt – jeweils im Sommer – Events für Fallschirmspringer mit internationaler Beteiligung durchgeführt. Dabei kamen Flugzeuge des Typs Antonow An-72 bzw. Antonow An-28 zum Einsatz.
Seit dem 1. September 2006 ist der Flugbetrieb im Sichtflug wieder möglich. Die Fluggesellschaft Ryanair verhandelte mit der Betreibergesellschaft, um ab 2007 Flüge nach Palma de Mallorca, Warna, Antalya und Barcelona durchzuführen. Diese Verhandlungen scheiterten jedoch aufgrund der wirtschaftlichen Situation des Landes Sachsen-Anhalt.

### Privatisierung
Parallel zu der Aufnahme des Sichtflugbetriebes im September 2006 verhandelte das sachsen-anhaltische Wirtschaftsministerium mit einem amerikanischen Investor, der von Cochstedt aus international Cargo abfertigen wollte. Das Wirtschaftsministerium hatte jedoch versäumt, die Bonität des Investors zu überprüfen. Es stellte sich heraus, dass der vermeintliche Investor lediglich über selbst gefertigte Briefbögen verfügte.
Im Dezember 2008 wurde der Flughafen für 9 Millionen Euro an die International Investment House Co. LLC (IIH), eine Investmentgruppe aus Abu Dhabi, verkauft. Nach der Zustimmung des Finanzausschusses im Januar 2009 bestätigte der Investor zunächst den Verkauf. Das Unternehmen plante den Bau eines Cargo- und Logistikcenters. Mittelfristig sollte der Flughafen auch für zivile und kommerzielle Luftfahrt geöffnet werden.
Wegen finanzieller Schwierigkeiten bat IIH im Frühjahr 2009 um Zahlungsaufschub von bis zu zwei Jahren, sagte jedoch zu, in dieser Zeit die laufenden Kosten zu übernehmen. Nachdem am 30. Juni 2009 eine letzte Zahlungsfrist für die erste Kaufpreisrate in Höhe von einer Million Euro verstrichen war, machte der sachsen-anhaltische Wirtschaftsminister von seinem Rücktrittsrecht Gebrauch und hob den Vertrag mit IIH mit Wirkung zum 1. Juli 2009 auf. Für Ausbau und Entwicklung des Flughafens Cochstedt wurden bis zu diesem Zeitpunkt ca. 60 Mio. Euro aufgewendet.
Am 3. März 2010 wurde der Flughafen Cochstedt für 1,5 Millionen Euro an die dänische Betreibergesellschaft Airport Development A/S verkauft, die bereits die Flugplätze Neuhardenberg und Fürstenwalde/Spree betrieb. Am 21. Juli 2010 erhielt der Flughafen Magdeburg-Cochstedt seine Betriebsgenehmigung. Damit können auf dem Flugplatz auch größere Personen- und Frachtmaschinen abgefertigt werden. Im Oktober 2010 wurden Pläne bekannt, den Flugplatz in „Airport Magdeburg-Berlin International“ umzubenennen, die einigen Protest, speziell aus Berlin, auslösten. Diese Umbenennung wurde aber im November 2010 gerichtlich vorerst gestoppt. Mit Urteil vom 9. März 2011 hat das Landgericht Berlin bestätigt, dass die Bezeichnung irreführend ist und über Größe, Bedeutung und Lage des Flughafens täuscht. Auf der Webseite des Flughafens erscheint seitdem die Bezeichnung „Airport Magdeburg Cochstedt International“.
Am 22. Dezember 2010 gab der Flughafen auf seiner Homepage bekannt, dass die irische Billigfluggesellschaft Ryanair ab 30. März 2011 je zwei wöchentliche Flüge nach Alicante, Málaga, Girona und Las Palmas anbieten wird. Gleichzeitig stellte Ryanair ihren Flugbetrieb am Leipzig-Altenburg Airport ein. Seitdem wurde die Infrastruktur durch den Besitzer des Flughafens verbessert, indem er bereits das bestehende Terminalgebäude erweiterte und Tests unterzog. Der erste Linienflug von Ryanair fand am 30. März 2011 nach Girona/GRO statt.
Vor der Wintersaison 2011/2012 gab Ryanair überraschend bekannt, den Flughafen nicht nutzen zu wollen und künftig nur im Sommerflugplan zu bedienen, was die folgenden zwei Jahre auch so umgesetzt wurde. Stattdessen bot die Fluggesellschaft Germania ab November 2011 Nonstop-Flüge jeweils sonnabends beziehungsweise sonntags nach Hurghada in Ägypten sowie nach Las Palmas auf den Kanarischen Inseln an. Die Flughafengesellschaft wurde zudem unter der Eigenmarke CSO City Fly selbst aktiv und bot ab dem 1. Dezember 2011 einmal pro Werktag einen Flug nach München und zurück an. Zum Einsatz kamen 19-sitzige Metroliner der Gesellschaft ProAir.
Zum Sommerflugplan 2012 wurden die Flüge von Germania eingestellt, aber dafür wieder Verbindungen von Ryanair angeboten, allerdings nur noch nach Palma de Mallorca und Girona/Barcelona. Gleichzeitig wurden die unter der Eigenmarke CSO City Fly angebotenen Flüge nach München zunächst sogar weiter bis Bern verlängert. Dazu kam jetzt eine größere Saab 340 zum Einsatz, die 33 Sitzplätze bot und von der polnischen Airline Skytaxi betrieben wurde. Mitte Juli wurden diese Flüge unter CSO City Fly jedoch wegen zu geringer Auslastung bereits wieder komplett eingestellt.
Im Winterflugplan 2012/2013 wurden keine Verkehrsflüge ab Cochstedt angeboten. Im Sommerflugplan 2013 wurden von Ryanair die dritte und letzte Sommersaison in Folge noch einmal Linienflüge durchgeführt. Ende 2013 stellte Ryanair ihr Engagement am Flughafen vollständig ein. Seitdem gab es am Flughafen Cochstedt keine regelmäßigen Verkehrsverbindungen mehr. Vereinzelt starteten jedoch weiterhin Chartermaschinen zu diversen Urlaubszielen.

### Insolvenz
Im Jahr 2010 betrugen die Verbindlichkeiten 1,4 Millionen Euro, im Jahr 2011 2,6 Millionen Euro und auch 2012 schrieb der Flughafen weiterhin rote Zahlen. Für einen wirtschaftlichen Betrieb wären 400.000 Fluggäste nötig gewesen. Tatsächlich waren es aber nur 76.000. Da sich dies bis zum Januar 2016 nicht änderte, beantragte der Flughafen in diesem Monat eine Insolvenz in Eigenverwaltung. Ende August 2016 erfolgte der Übergang in ein reguläres Insolvenzverfahren.
Ende August 2016 hat das Landesverwaltungsamt Sachsen-Anhalt die Betriebsgenehmigung des Flughafens ausgesetzt, sodass der Flughafen vom 1. September 2016 bis 31. März 2022 vorübergehend geschlossen war. Zum 28. Februar 2017 drohte ein endgültiges Erlöschen der Betriebserlaubnis, die anschließend nur über ein neues Planfeststellungsverfahren zu erhalten wäre. Dazu schrieb die Mitteldeutsche Zeitung: „Dieses würde wahrscheinlich einige Jahre dauern, eine 24-Stunden-Betriebserlaubnis erhielte der Airport mit Sicherheit nicht mehr.“ Kurz vor Auslaufen der Frist wurde der endgültige Entzug der Betriebserlaubnis bis Ende August 2017 verschoben. Als mögliche Investoren waren Amazon oder Alibaba im Gespräch. Nachdem auch bis August 2017 keine Investoren gefunden wurden, gab das Land Sachsen-Anhalt dem Insolvenzverwalter des Flughafens zunächst bis zum 31. März 2018 Zeit für die Investorensuche und verlängerte diese Frist mehrmals, bis zum 31. Oktober 2019.
Im Jahr 2018 fand das Festival Medimeisterschaften auf dem Gelände statt.
Am 10. Oktober 2019 stürzte ein Teil des erst vor wenigen Jahren errichteten Terminalanbaus ein.

### DLR-Erprobungszentrum
Im November 2017 wurde bekannt, dass das Deutsche Zentrum für Luft- und Raumfahrt über den Kauf des Flughafens verhandelt. Auf dem Gelände soll ein sogenanntes „Nationales Erprobungszentrum für Unbemannte Luftfahrtsysteme“ eingerichtet werden, auf dem Paketdrohnen und Konzepte zu Luft-Taxis getestet werden sollen. Am 8. November 2018 hat der Haushaltsausschuss des Bundestages finanzielle Mittel für das Projekt freigegeben.
Im Juni 2019 wurde der Flughafen an das Deutsche Zentrum für Luft- und Raumfahrt (DLR) verkauft. Der bisherige dänische Eigentümer erhielt vom DLR knapp 16 Millionen Euro. Das Geld für den Kauf wird das Land an das DLR zurücküberweisen – verteilt über mehrere Jahre als institutionelle Förderung. Das DLR investiert außerdem zehn Millionen Euro aus Eigenmitteln. Im Juli 2019 nutzte das DLR den Flughafen bereits für Testmessungen des Fluglärmes durch einen Airbus A320 im Überflug.
Das DLR möchte den Flughafen als Reallabor für Drohnen und als Forschungsflughafen nutzen. Ende März 2021 wurde die Einrichtung als Nationales Erprobungszentrum für Unbemannte Luftfahrtsysteme eröffnet. In Umsetzung der geplanten stufenweise Wiederinbetriebnahme dürfen nach einem Beschluss des Landesverwaltungsamt Halle ab dem 1. April 2022 Flüge nach Sichtflugregeln bei Tag und Nacht für alle Luftfahrzeuge nach den genehmigungsrechtlich zugelassenen Luftfahrzeugarten mit einer zulässigen Höchstmasse bis 5,7 t stattfinden.